# 錦木村
錦木村（にしきぎむら）は秋田県鹿角郡にあった村。現在の鹿角市十和田錦木・十和田末広にあたる。

## 地理
- 河川：米代川、大湯川

## 歴史
- 1889年（明治22年）4月1日 - 町村制の施行により、錦木村、末広村の区域をもって発足。
- 1915年（大正4年）12月25日 - 秋田鉄道の毛馬内駅（現末広駅・貨物駅）が開業、翌年1月5日旅客営業開始。
- 1920年（大正9年）7月4日 - 秋田鉄道の毛馬内駅（2代目、現十和田南駅）が開業。
- 1939年（昭和14年）5月 - 米代川で渡し船が沈没して乗客14人死亡[1]。
- 1955年（昭和30年）3月31日 - 毛馬内町と合併して十和田町が発足。同日錦木村廃止。

## 交通

### 鉄道路線
- 日本国有鉄道 花輪線[2]
  - 毛馬内駅（現・十和田南駅） - 末広駅 - 土深井駅

### 道路
- 県道盛岡毛馬内線（現・国道282号）

現在は旧村域を東北自動車道が通過するが、当時は未開通。